# Васильковые
Васильковые (лат. Centaureinae) — подтриба травянистых растений трибы Чертополоховые (Cardueae) семейства Астровые (Asteraceae).

## Ботаническое описание
Представители подтрибы — травянистые однолетние, двулетние,многолетние растения, реже кустарники.
У всех представителей подтрибы цветки, как правило, трубчатые, преимущественно желтого, фиолетового цветов.

## Ареал
Представители подтрибы встречаются в Европе, Азии, Северных Америке и Африке.

## Роды
По данным NCBI, триба включает в себя следующие роды:
- Acroptilon Cass.
- Aegialophila Boiss. & Heldr.
- Aetheopappus Cass. — Этеопаппус
- Amberboa (Pers.) Less. — Амбербоа
- Archiserratula L.Martins
- Callicephalus C.A.Mey.
- Carduncellus Adans.
- Carthamus L. — Сафлор
- Centaurea L. — Василёк typus
- Centaurodendron Johow
- Centaurothamnus (Forssk.) Wagenitz & Dittrich
- Cheirolophus Cass.
- Colymbada Hill
- Crocodylium Hill
- Crupina (Pers.) DC.
- Femeniasia Susanna
- Goniocaulon Cass.
- Hyalea Jaub. & Spach — Гиалея
- Karvandarina Rech.f.
- Klasea Cass.
- Klaseopsis L.Martins
- Leuzea DC.
- Mantisalca Cass.
- Myopordon Boiss.
- Ochrocephala Dittrich
- Phalacrachena Iljin
- Phonus Hill
- Plagiobasis Schrenk
- Plectocephalus D.Don
- Psephellus Cass. — Псефеллюс
- Rhaponticoides Vaill.
- Russowia C.Winkl.
- Schischkinia Iljin
- Serratula L. — Серпуха
- Stemmacantha Cass.
- Stephanochilus Coss. ex Maire
- Stizolophus Cass.
- Tricholepis DC.
- Volutaria Cass.
- Zoegea L.

## Галерея

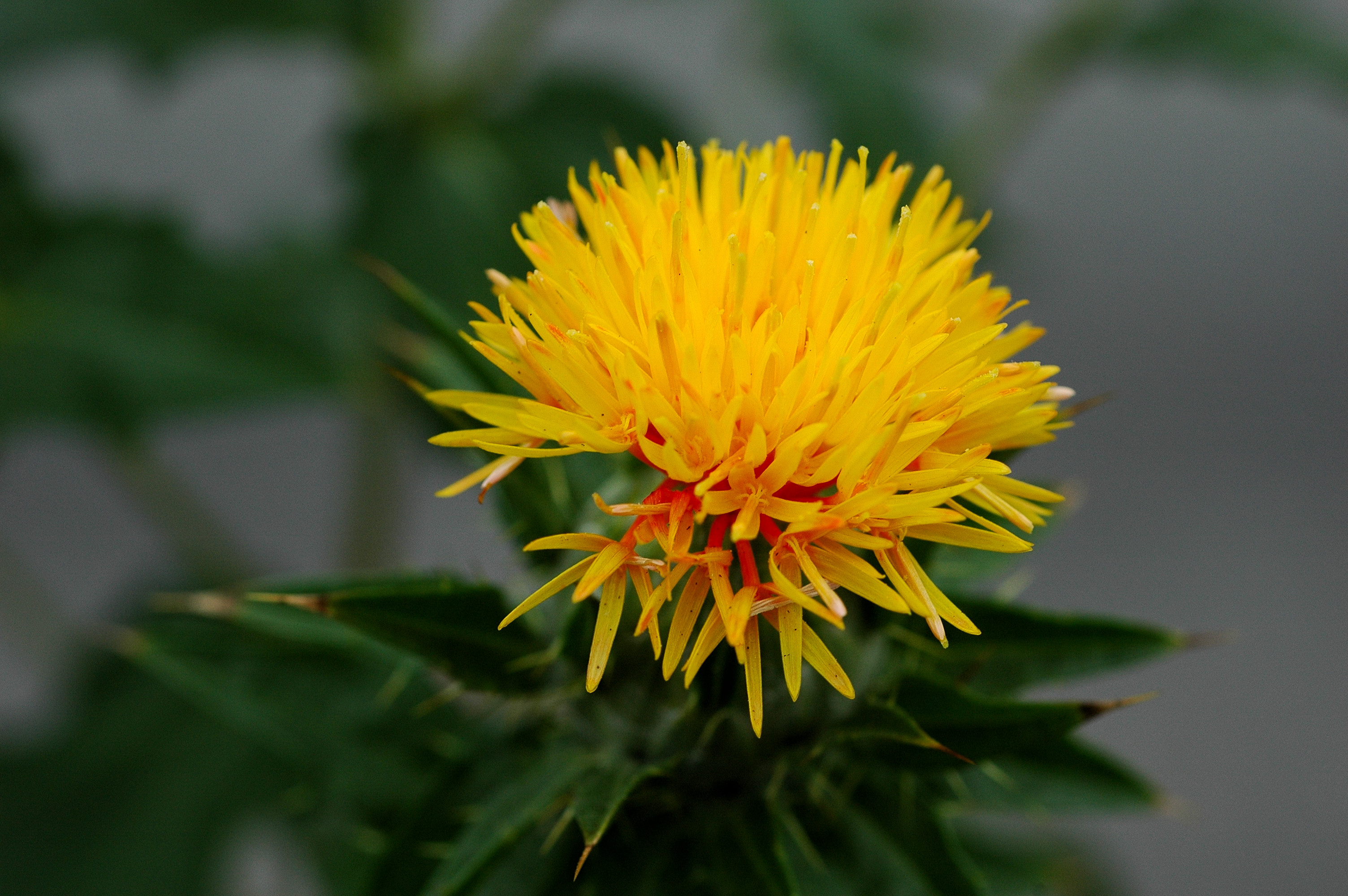
Сафлор красильный
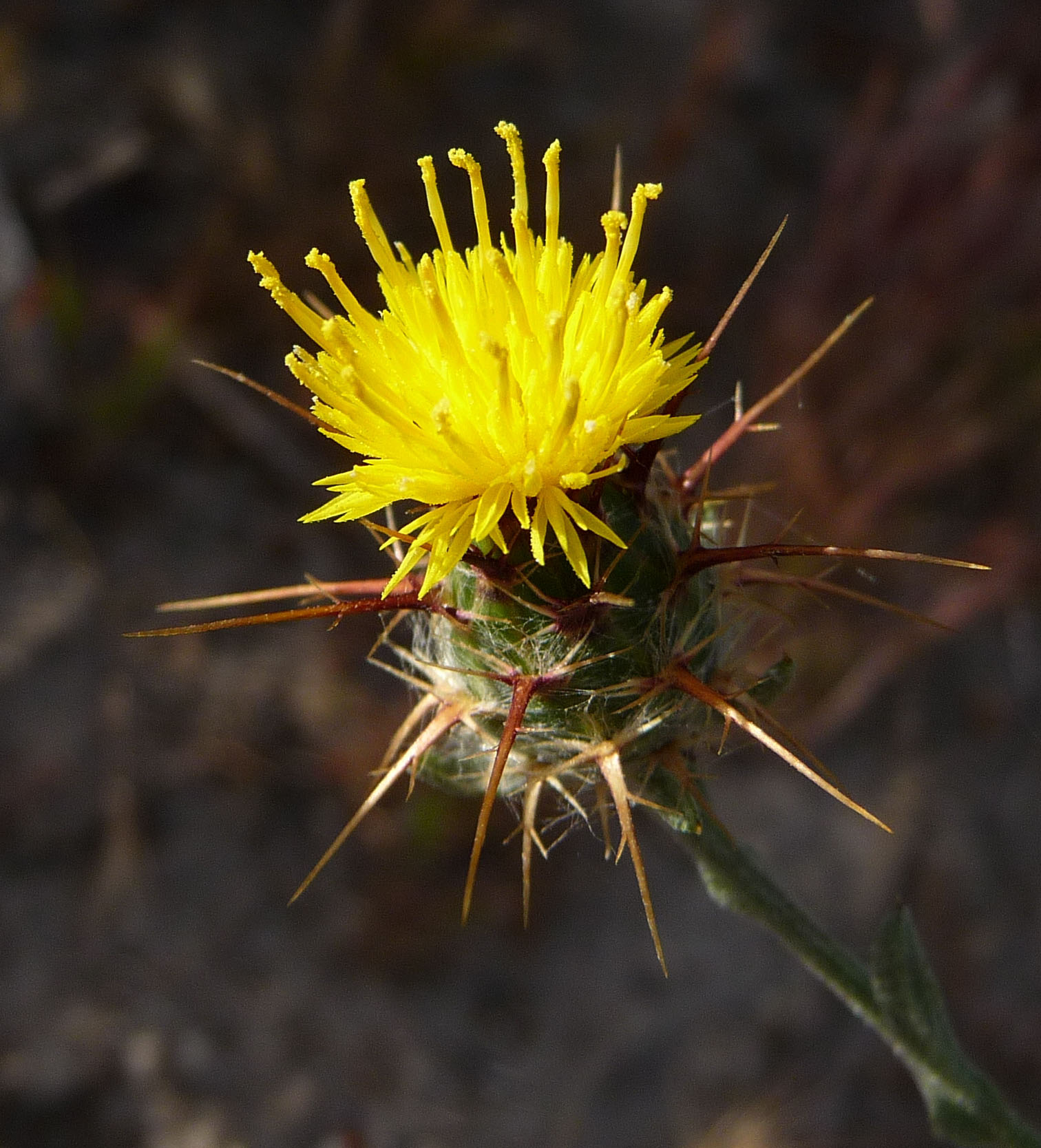
Centaurea solstitialis
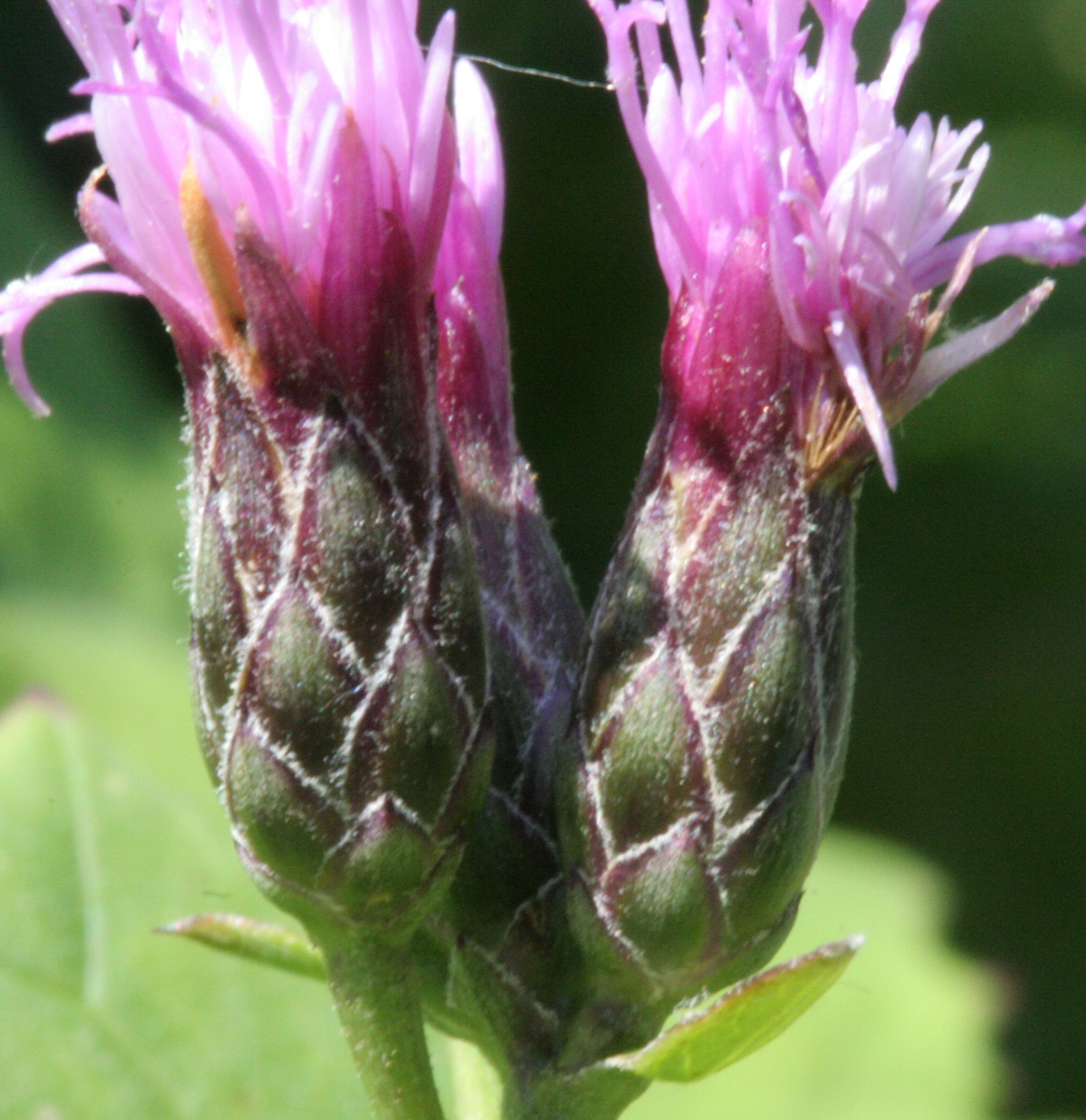
Серпуха красильная
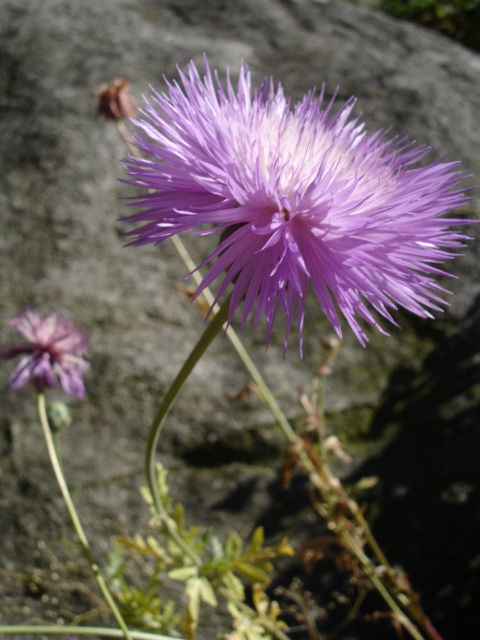
Амбербоа мускусная
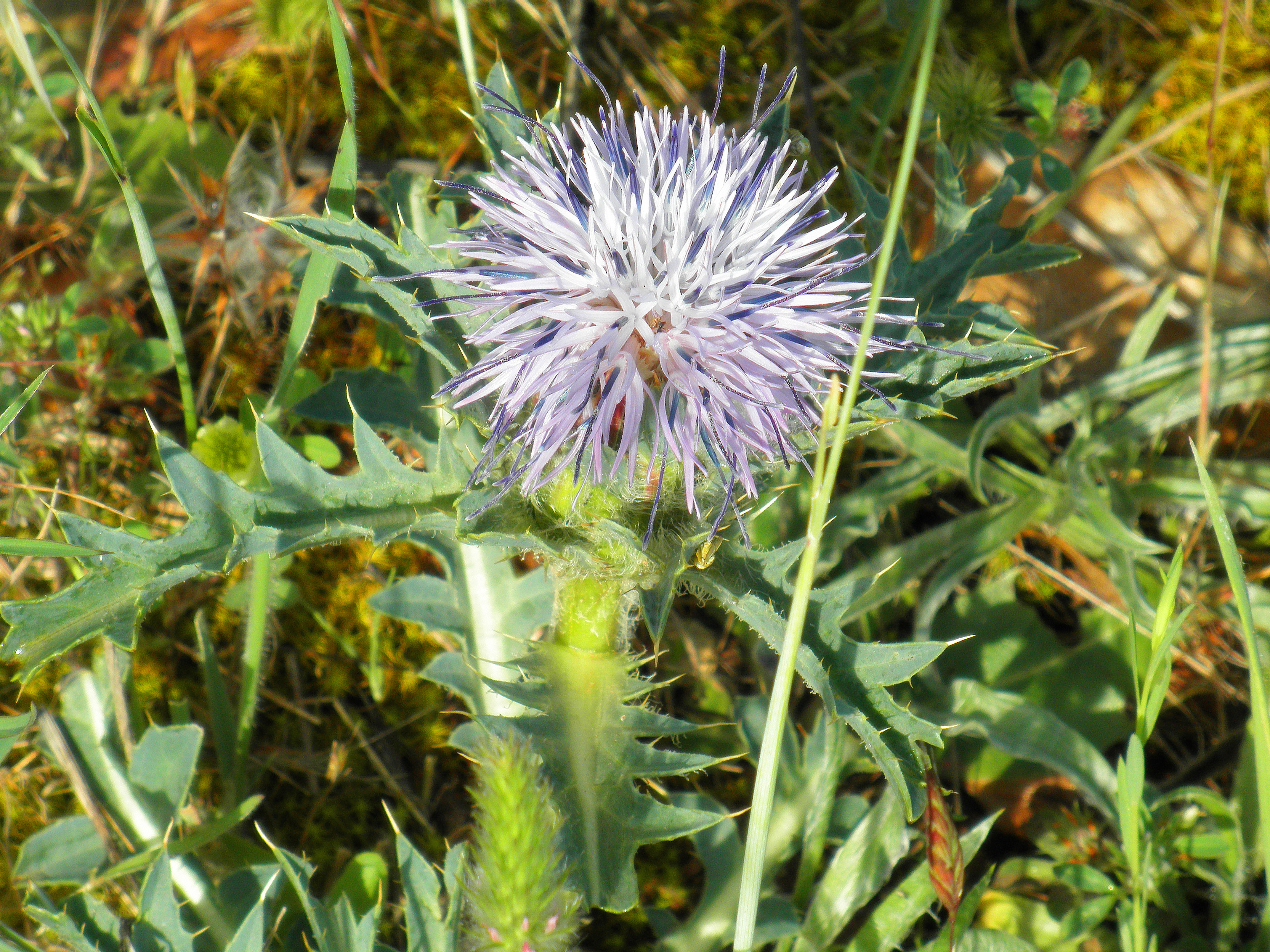
Carthamus carduncellus
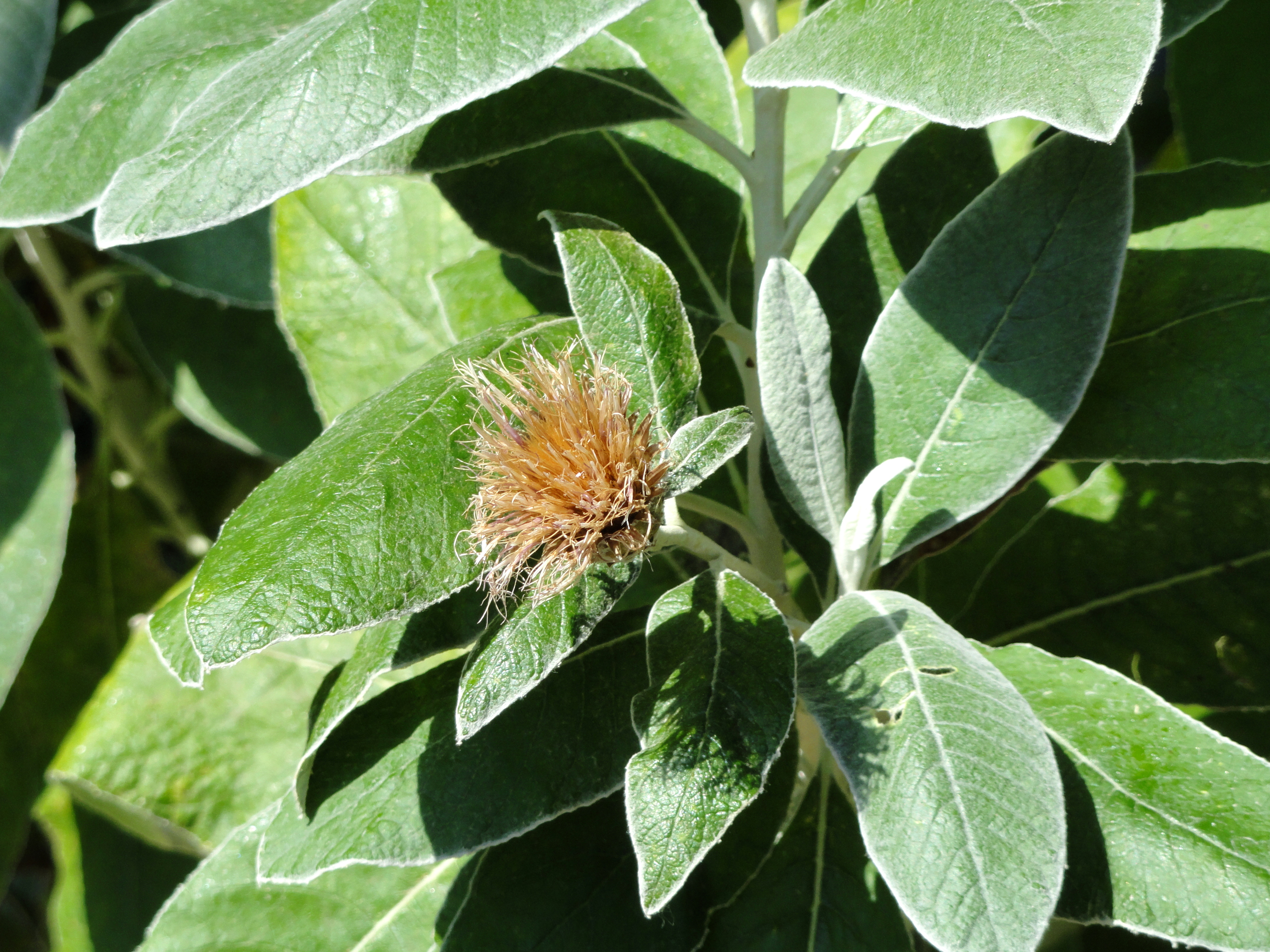
Centaurothamnus maximus
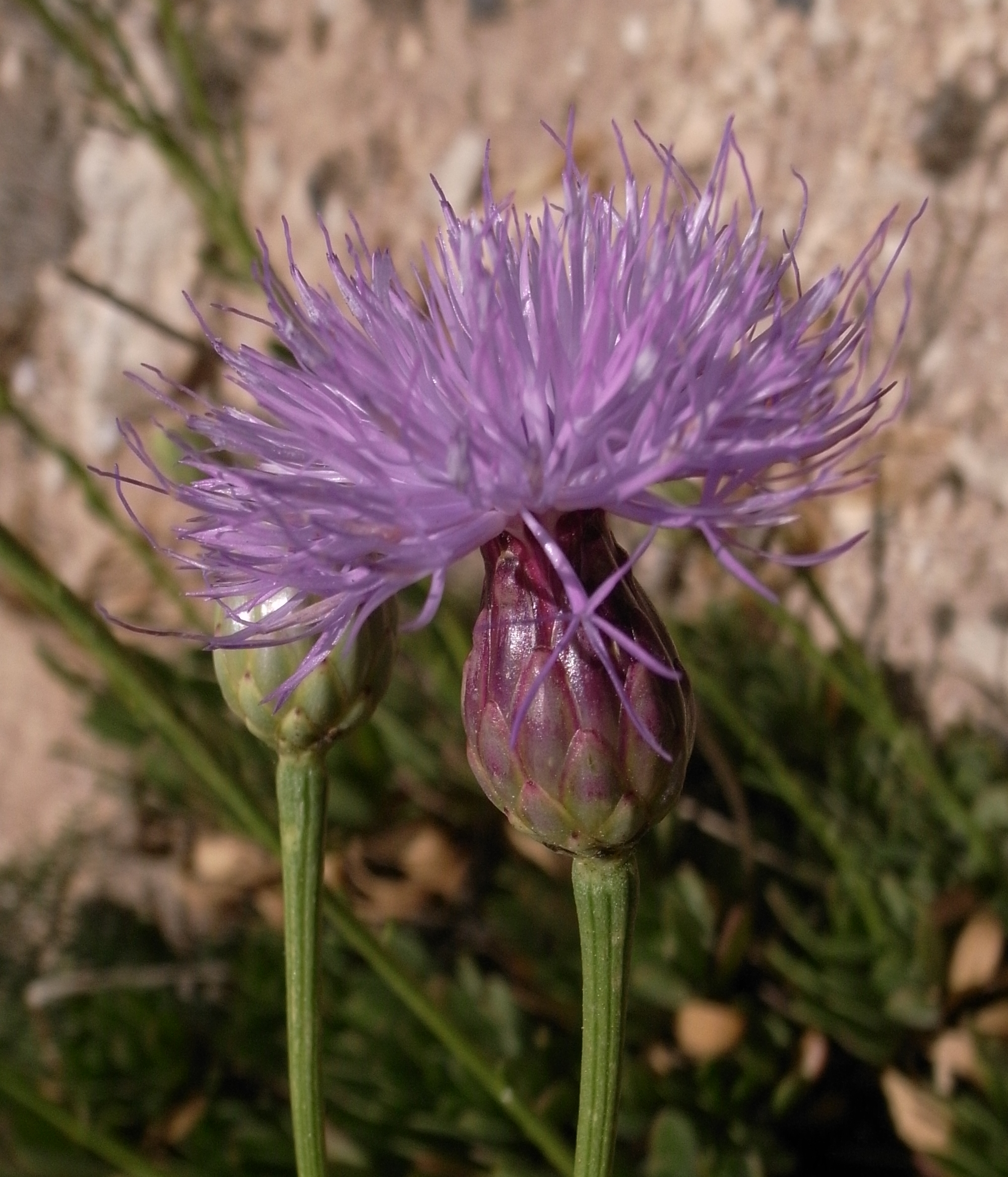
Cheirolophus crassifolius
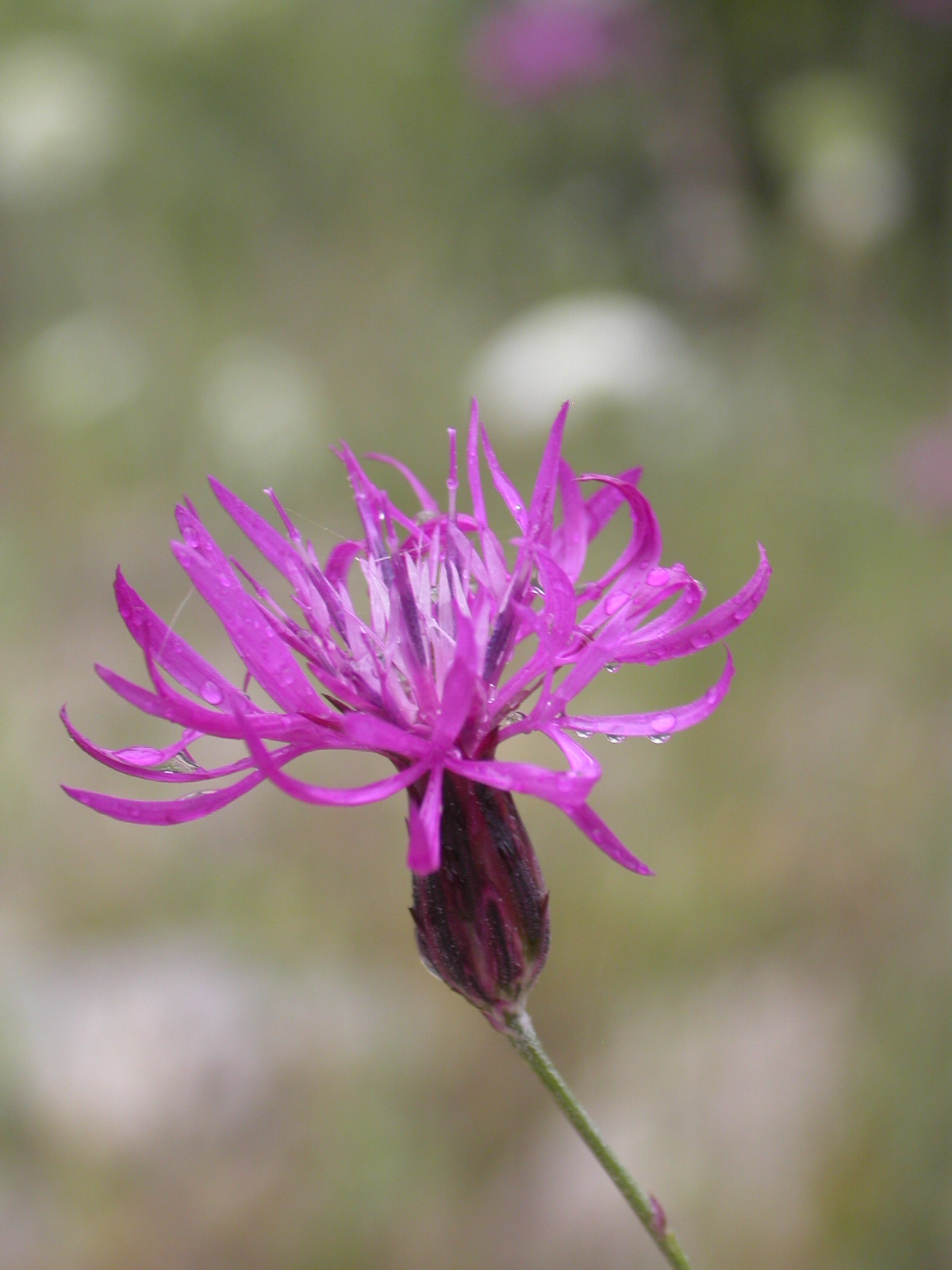
Crupina crupinastrum
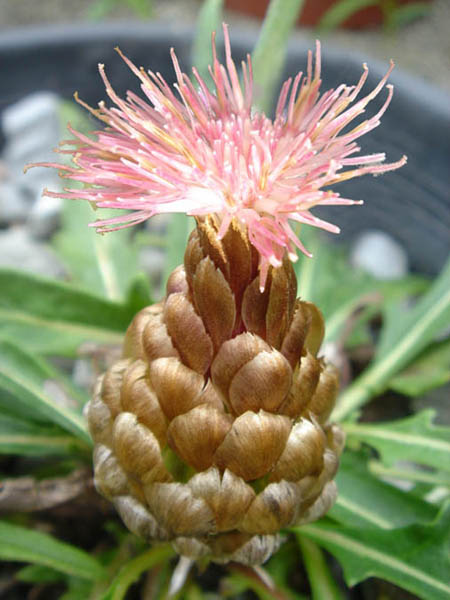
Rhaponticum coniferum
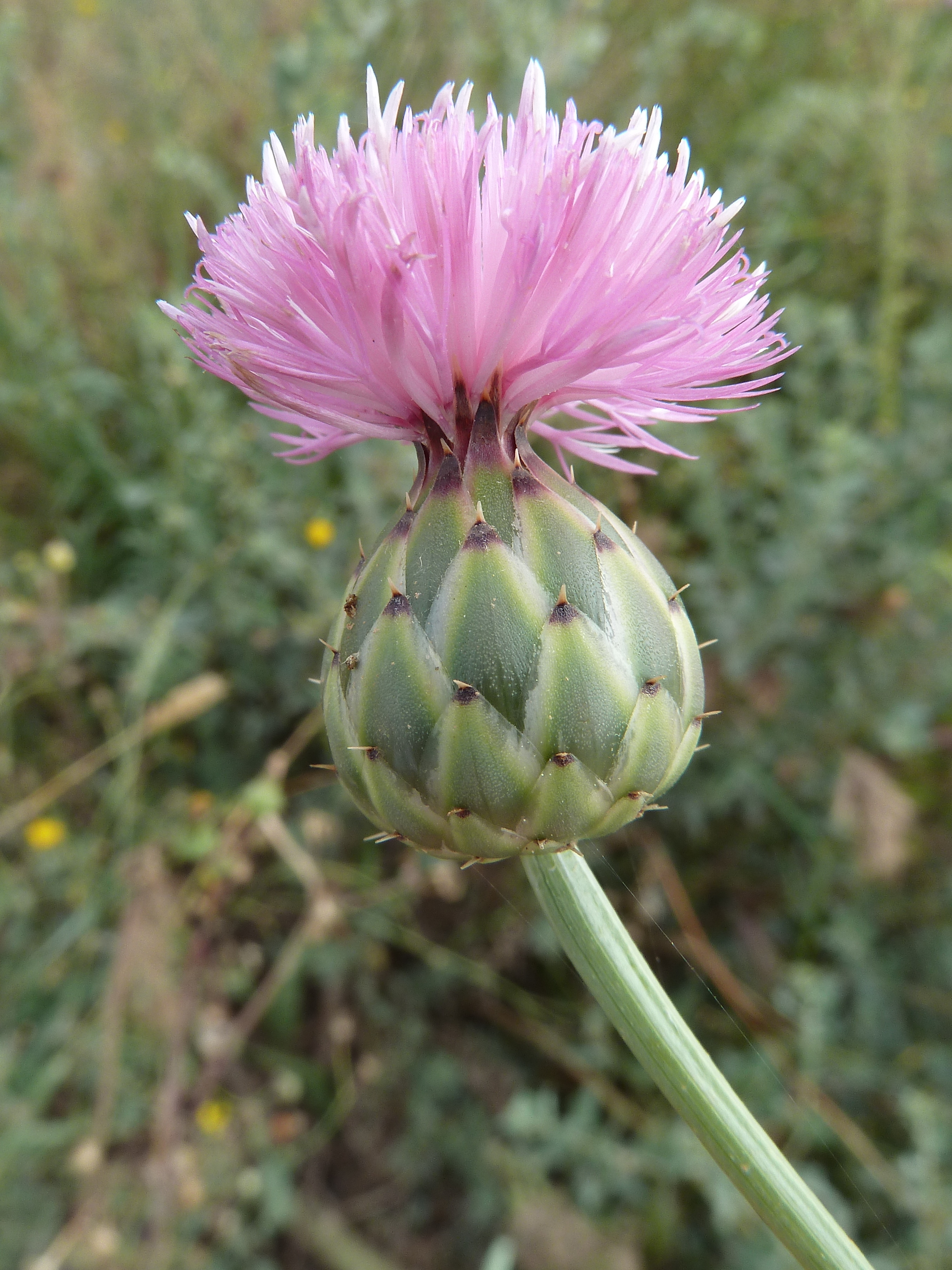
Mantisalca salmantica
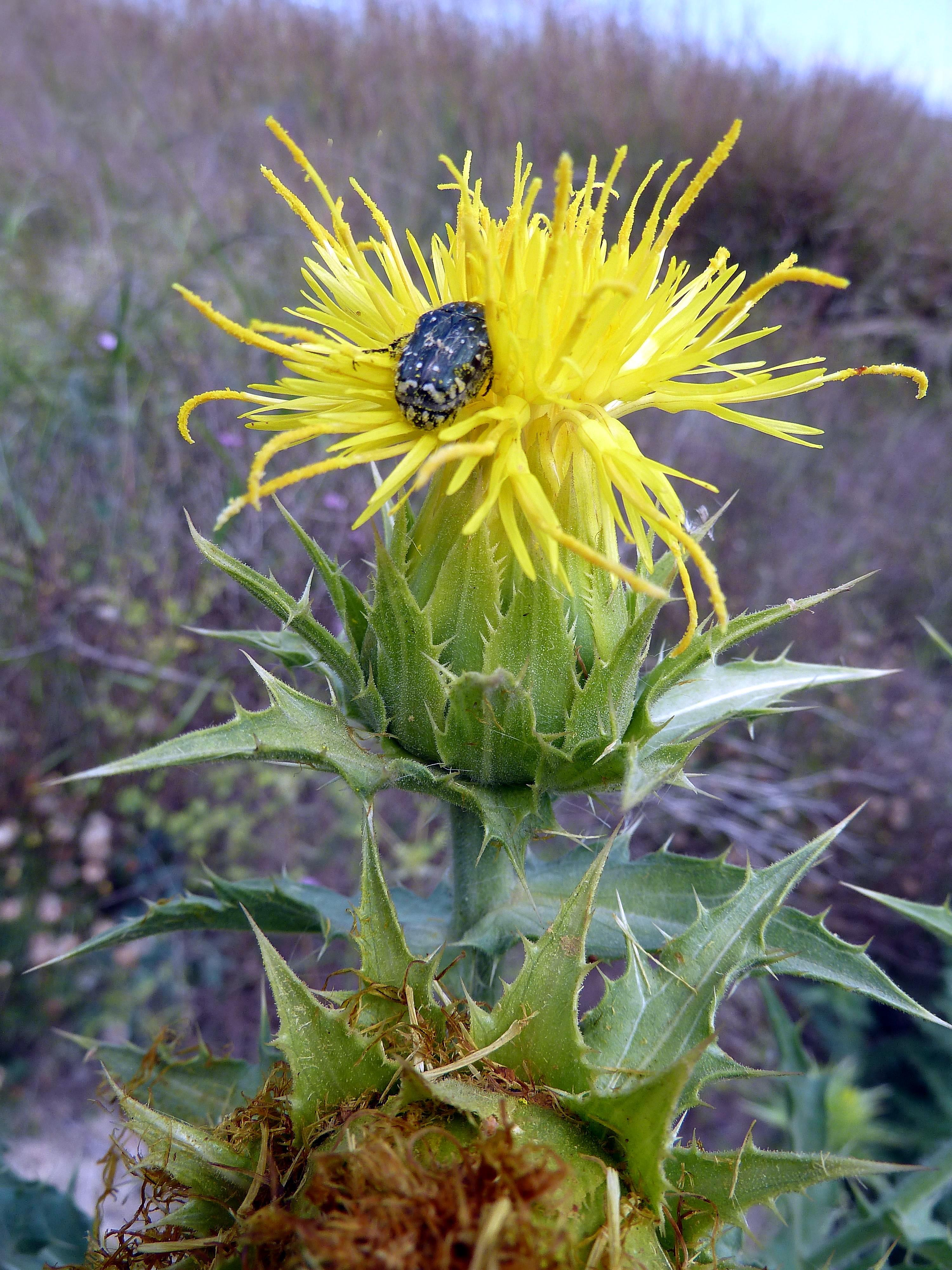
Carthamus arborescens
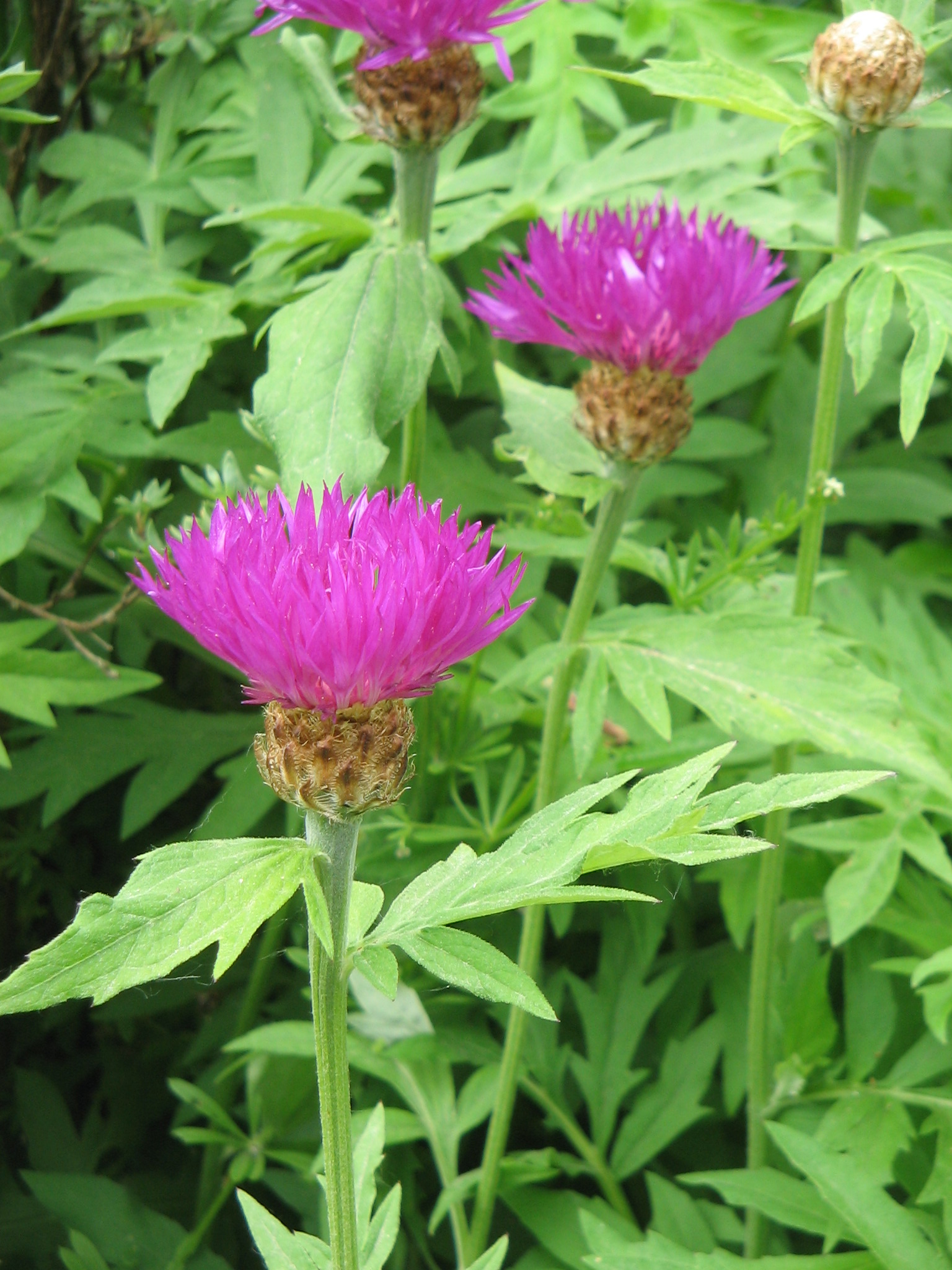
Psephellus dealbatus